# Pectinesterasi
La pectinesterasi è un enzima (numero EC 3.1.1.11) appartenente alla classe delle esterasi (appartenenti alla classe delle idrolasi), che catalizza la seguente reazione di idrolisi:
Pectina + nH2O ⇄ Pectato + nMetanolo
Questa reazione serve per liberare gruppi metossi dai residui di acido galatturonico delle pectine per risultare pectani e metanolo attraverso un processo di desestereficazione.
È presente associata alla parete cellulare e presenta diverse isoforme. Si trova in tutte le piante superiori, nonché in alcuni batteri e funghi, principalmente fitopatogeni. La pectinesterasi agisce principalmente alterando il pH della parete cellulare con conseguente perdita di integrità della stessa. Nelle piante, la pectinesterasi ha un ruolo importante nel metabolismo della parete cellulare durante il processo di maturazione del frutto e, grazie a questa attività, quest'enzima è di fondamentale importanza per l'industria dei succhi di frutta.
Nei batteri patogeni vegetali, come Erwinia carotovota, e nei patogeni fungici, come Aspergillus niger, la pectinesterasi ha la funzione di partecipare nella macerazione e putrefazione dei tessuti.

## Funzioni
Alcuni studi recenti hanno dimostrato come l'espressione della pectinesterasi influenza numerosi processi fisiologici vegetali: nelle piante, quest'enzima ha la funzione di modulare la stabilità meccanica della parete cellulare durante la maturazione del frutto, l'estensione della parete cellulare durante la germinazione del polline, la crescita dei tubi del polline, l'abscissione, l'elongazione e lo sviluppo delle radici e il rendimento dei tubercoli.
Si è anche dimostrato come la pectinesterasi ha un ruolo nella risposta agli attacchi patogeni vegetali: la pectinesterasi associata alla parete cellulare di Nicotiana tabacum partecipa nel riconoscere il ricettore della cellula ospite della proteina di movimento del virus del mosaico del tabacco.
L'azione della pectinesterasi sui componenti della parete cellulare delle piante può produrre l'effetto diametralmente opposto contribuendo all'indurirsi della parete grazie alla produzione di blocchi di gruppi di acidi carbossilici non esterificati che possono interagire con gli ioni calcio formando gel di pectina. La reazione inversa è l'attivazione dell'idrolasi della parete cellulare producendo un rilassamento della stessa.